# 3222 Liller
3222 Liller (1983 NJ) là một tiểu hành tinh vành đai chính được phát hiện ngày 10 tháng 7 năm 1983 bởi E. Bowell ở Flagstaff (AM).